# Export (Bier)

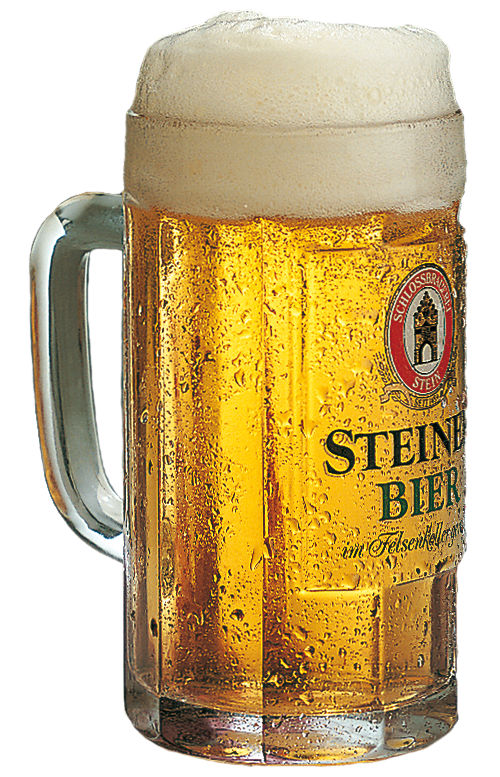
Exportbier

Export (auch Exportbier) ist heute im deutschsprachigen Raum ein helles, untergäriges Vollbier mit einer Stammwürze von 12 % bis 13,5 % und einem Alkoholgehalt von meistens etwas über 5 Vol-%. Export mit einem Stammwürzeanteil von mindestens 13,6 % wird als (Oktober-)Festbier bezeichnet. Zur einfacheren Unterscheidung wird heutzutage das traditionelle dunkle Münchner Export als Münchner Dunkel bezeichnet.

## Eigenschaften
Im Vergleich zu obergärigen Bieren ist Export durch die untergärige Brauweise länger haltbar. Dadurch war es möglich, das Bier (zunächst über die Stadtgrenze hinaus) zu exportieren. Das im 19. Jahrhundert in Dortmund erstmals hergestellte Bier war ursprünglich zum Ausschank in weit entfernte Gasthäuser vorgesehen. Im Unterschied zu den für den heimischen Markt bestimmten Bieren wurden die für den Export gedachten stärker gebraut. Der mit diesem stärkeren Einbrauen verbundene kräftigere Geschmack und auch der erhöhte Alkoholgehalt machten diese Biere bald auch auf den heimischen Märkten populär. In den 1970ern begann jedoch vielerorts ein Umsatzrückgang der Exportbiere zugunsten des Pilseners.
Genau wie andere untergärige Lagerbiere, somit auch Pils, konnten sich Exportbiere erst durchsetzen, als die Erfindung der Kältemaschine ganzjährig die für untergäriges Brauen benötigte Temperatur von 4 °C bis 9 °C ermöglichte. Vorher konnten nur bis ins Frühjahr Märzen gebraut werden.
Export gibt es in den traditionellen Dortmunder, Münchner und Wiener Brauarten. In anderen Ländern kann die Bezeichnung „Export“ auch für andere Biersorten verwendet werden, etwa für Starkbiere oder sogar für obergärige Ales.

## Dortmunder Export
Dortmunder Export (auch bekannt als Dortmunder, Dortmunder Helles oder Dortmunder Bier) wurde 1843 erstmals von Heinrich Wenker und seinem Vater in der Krone am Markt gebraut. Heinrich Wenker hatte während seiner Ausbildung zum Brauer in München und Wien die bayerische Brauweise mit untergäriger Hefe kennengelernt und setzte sie als Erster in Dortmund ein (die bis dahin gebrauten, obergärigen Biere ähnelten eher dem heutigen Altbier). Gemeinsam mit dem Aufkommen der Massenfertigung und der künstlichen Kühlung im Rahmen der Industrialisierung und der wiederum dadurch erhöhten Nachfrage bildete diese Brauart die Grundlage für das Entstehen von Großbrauereien und damit auch zu Dortmunds Aufstieg als Europas größter Bierproduzent (beispielsweise durch die Dortmunder Union-Brauerei).
Export war lange Zeit das unumstrittene Bier der Arbeiterklasse, insbesondere an den Kohle- und Stahlstandorten des Ruhrgebiets. Als in den 1970er Jahren die Industriearbeiter immer häufiger bezahlte Kuren (oft im Sauerland) nahmen und Bekanntschaft mit den dort üblichen, schlanken und hopfigeren Pilsbieren machten und diese schnell mit Urlaub in der Natur assoziierten, wurde das Export für sie zunehmend ein Synonym für den grauen Arbeitsalltag am Industriestandort. Diesen Trend erkannten und nutzten vor allem die sauerländischen Pilsbrauereien und verkauften von nun an ihr Bier erfolgreich auch in Dortmund. Die Dortmunder Brauereien nahmen daraufhin auch Pilsener in ihre Sortimente auf. Bis heute führen aber noch fünf der neun Dortmunder Biermarken ein Export in ihrem Sortiment. Außerdem wurde 2002 die Bochumer Marke Schlegel wiederbelebt, deren einziges Bier ebenfalls ein Dortmunder Export ist. Seit 1998 darf Dortmunder Bier das EU-Siegel Geschützte Geografische Angabe tragen. Vorausgesetzt, es wird in Dortmund mit Dortmunder Wasser gebraut.
Typisches Dortmunder Export ist kräftig goldgelb gefärbt, hat einen kräftig-malzigen Geschmack und eine leichte Süße. Es ist spürbar gehopft, aber nicht ganz so stark wie ein klassisches Pils. Das Dortmunder Brauwasser hat einen hohen Anteil an Sulfat-Ionen, was den Geschmack beeinflussen mag. Dortmunder oder kurz Dort ist heute noch eine Bezeichnung für Biere in den Niederlanden, die teils wirklich nach Dortmunder Art gebraut sind, teils aber auch stärker sind und eigentlich den Namen zu Unrecht tragen. Auch in den Vereinigten Staaten brauen mittlerweile einige kleinere Brauereien Biere, die „Dortmunder“ im Namen tragen.

## Münchner Export
Das klassische Münchner Exportbier wird aus dem (im Vergleich zu Pils und Export) deutlich dunkleren Münchner Malz gebraut, das es in verschiedenen Farbstufen gibt. Die Farbe entsteht durch eine höhere Darrtemperatur, die dem Malz auch ein kräftigeres, bisweilen dezent röstiges Aroma gibt. Anders als bei den hopfenbetonten Dortmunder oder Wiener Bieren dominiert im Münchner Export das Malz den Geschmack, sowohl durch kernige, als oft auch durch deutlich süße Karamellmalznoten.
Die original Münchner Brauweise (dunkles Malz, wenig Hopfen) ist historisch durch zwei Umstände bedingt: Zum einen braute man in München schon lange vor der Erfindung von Methoden zur Herstellung heller Gerstenmalze. Zum anderen ist das Münchner Wasser stark kalkhaltig, sodass zu starke Hopfengaben zu einem kratzigen, unangenehmen Geschmack geführt hätten. Später wurde auch in München begonnen, helles Exportbier herzustellen. Dieses entspricht in der Bitternis in etwa dem dunklen Münchner, ist aber meist etwas hopfenaromatischer. Es ist ansonsten ebenfalls sehr malzbetont.

## Wiener Export
Dieser Typ ist heute (zumindest unter seinem ursprünglichen Namen) kaum noch verbreitet. Er wurde bzw. wird aus dem nach wie vor handelsüblichen Wiener Malz hergestellt. Die Stammwürze beträgt 13 % bis 14 %. Wiener Export ist mit seinem Kupferton kräftiger gefärbt als Dortmunder oder helles Münchner, jedoch heller als das klassische Münchner Dunkel. Es ist vergleichsweise kräftig gehopft. Am ehesten vergleichbar ist es mit dem Bier, das heute die meisten Münchner Großbrauereien auf dem Oktoberfest als „Wiesnbier“ ausschenken. Auch einige heute als Märzen angebotene Biere sind genaugenommen vom klassischen Wiener Typ.

## Franken
In der Region Franken tragen dem Märzenbier sehr ähnliche Varianten der Sorte Export auch den Namen „Spezial“. Dabei ist aber zu beachten, dass es sich beim „Spezial Märzen“ um ein Rauchbier der Bamberger Brauerei Spezial handelt. Dieses Märzen ähnelt der Farbe nach einem Wiener Export, dagegen werden viele fränkische Biere vom Typ Dortmunder Export einfach als Export bezeichnet.